# Bruno Vale (calciatore 1983)
Bruno Miguel Esteves Vale (Vila Nova de Gaia, 8 aprile 1983) è un ex calciatore portoghese, di ruolo portiere.

## Carriera

### Nazionale
Ha giocato una partita con la maglia della Nazionale portoghese nel 2003.

## Palmarès

### Club

#### Competizioni nazionali
- Coppa di Cipro: 3

Apollon Limassol: 2012-2013, 2015-2016, 2016-2017
- Supercoppa di Cipro: 2

Apollon Limassol: 2016, 2017